# Janua linguarum reserata
 (mai 2022).
La mise en forme du texte ne suit pas les recommandations de Wikipédia : il faut le « wikifier ».
Les points d'amélioration suivants sont les cas les plus fréquents. Le détail des points à revoir est peut-être précisé sur la page de discussion.
- Les titres sont pré-formatés par le logiciel. Ils ne sont ni en capitales, ni en gras.
- Le texte ne doit pas être écrit en capitales (les noms de famille non plus), ni en gras, ni en italique, ni en « petit »…
- Le gras n'est utilisé que pour surligner le titre de l'article dans l'introduction, une seule fois.
- L'italique est rarement utilisé : mots en langue étrangère, titres d'œuvres, noms de bateaux, etc.
- Les citations ne sont pas en italique mais en corps de texte normal. Elles sont entourées par des guillemets français : « et ».
- Les listes à puces sont à éviter, des paragraphes rédigés étant largement préférés. Les tableaux sont à réserver à la présentation de données structurées (résultats, etc.).
- Les appels de note de bas de page (petits chiffres en exposant, introduits par l'outil «  Source ») sont à placer entre la fin de phrase et le point final[comme ça].
- Les liens internes (vers d'autres articles de Wikipédia) sont à choisir avec parcimonie. Créez des liens vers des articles approfondissant le sujet. Les termes génériques sans rapport avec le sujet sont à éviter, ainsi que les répétitions de liens vers un même terme.
- Les liens externes sont à placer uniquement dans une section « Liens externes », à la fin de l'article. Ces liens sont à choisir avec parcimonie suivant les règles définies. Si un lien sert de source à l'article, son insertion dans le texte est à faire par les notes de bas de page.
- La présentation des références doit suivre les conventions bibliographiques. Il est recommandé d'utiliser les modèles {{Ouvrage}}, {{Chapitre}}, {{Article}}, {{Lien web}} et/ou {{Bibliographie}}. Le mode d'édition visuel peut mettre en forme automatiquement les références.
- Insérer une infobox (cadre d'informations à droite) n'est pas obligatoire pour parachever la mise en page.

Pour une aide détaillée, merci de consulter Aide:Wikification.
Si vous pensez que ces points ont été résolus, vous pouvez retirer ce bandeau et améliorer la mise en forme d'un autre article.
Janua linguarum reserata (en français : La porte des langues ouverte) est un manuel écrit par Jan Amos Comenius en 1629. Il fut d'abord publié en 1631 à Leszno en langue tchèque, puis rapidement traduit dans la plupart des langues européennes.

## Contexte
En 1628, alors que les Habsbourg n'autorisaient que la religion catholique dans leur monarchie, de nombreux Frères moraves trouvèrent l'exil à Leszno, dans la Pologne catholique, où les protestants étaient tolérés. Comenius a émis l'idée que le langage ne puisse être enseigné sans rapport direct aux choses. Il a également constaté un lien étroit entre la langue et la connaissance, qu'il considérait toutes deux comme limitées. Ses amis le persuadèrent d'exprimer ces idées dans des écrits, dont Janua linguarum reserata fut le premier. Comenius s'est inspiré d'un manuel latin-espagnol appelé Janua linguarum, publié à Salamanque en 1611 par le jésuite irlandais William Bathe (ou Bateus). Cet ouvrage de référence contient environ 1200 courtes phrases en latin, accompagnées de leur traduction en espagnol. Les phrases sont constituées de mots-racines communs en latin, et aucun mot n'y est répété. Ce livre fut publié en 1615-17 à Londres, en quatre langues (les deux autres étant l'anglais et le français). Cette édition en particulier a probablement été présentée à Comenius par le médecin, naturaliste et auteur Jan Jonston.

## Original et variantes
L'ouvrage fut publié en 1631 sous le nom complet Janua linguarum reserata sive Seminarium linguarum et scientiarum omnium (en français : La Porte des Langues Ouverte, ou la Source de Toutes les Langues et Sciences). Environ 8000 mots sont répartis en 1000 phrases, qui sont divisées en quelque 100 chapitres. Une version simplifiée pour les débutants (environ 1000 mots sur 7 chapitres), principalement adressée aux élèves entre douze et dix-huit ans, a été publiée sous le nom de Vestibulum en 1632-33. Une autre version pour les plus avancés, l'Atrium, fut publiée en 1652. Janua fut également adapté pour la scène en 1653–54 et publié à Sárospatak sous le nom de Schola ludus seu encyclopaedia viva. Il est divisé en huit pièces et se déroule à Alexandrie sous Ptolemaeus Philadelphus. Les personnages principaux, des maîtres de différentes époques, sont Platon, Ératosthène, Apollonios de Rhodes, Pline et Socrate. Le nombre d'acteurs dans les huit pièces varie de 33 (VI) à 88 (III). Comenius complète cet ensemble d'ouvrages en 1658 avec l’Orbis sensualium pictus, un manuel de latin illustré et destiné aux petits apprenants.

## Accueil et traductions
Le nouveau système encyclopédique et linguistique en Europe a rendu célèbre le livre et son auteur, si bien qu'il devint rapidement un nom familier au sein de la sphère intellectuelle européene. Durant plus d'un siècle, il fut le manuel scolaire le plus répandu et utilisé dans l'enseignement secondaire. Dès sa publication, le livre fut largement salué, réédité et traduit de sorte qu'il est devenu le deuxième livre le plus répandu dans l'Europe du XVIIe siècle, juste après la Bible,,,. Une version tchèque a été publiée par Comenius à Leszno en 1633 sous le nom de Dveře jazyků otevřené. Il a été traduit en 11 ou 12 langues européennes,, : anglais (première édition "pirate" anonyme Londres 1631 par Johannes Anchoranus), polonais (Gdańsk 1633), allemand (Leipzig 1633), français (Londres 1633), italien (Leyde 1640), suédois (Stockholm 1641), néerlandais (Amsterdam 1642), grec (Amsterdam 1643), hongrois (Bardejov 1643), espagnol (Amsterdam 1661) et arabe (traduit par Peter Golius, frère de Jacob Golius, avant 1642), et des traductions dans d'autres langues asiatiques (turc, persan, mongol et arménien) ont été préparées mais aucune copie n'en existe.
Comenius a été surpris de l'excellent accueil que le livre a reçu. Il a écrit :
Il se trouve, chose que je n'aurais pu imaginer, que ce livre enfantin fut reçu avec une approbation universelle par le monde savant. Cela me fut démontré par le nombre de personnes qui m'ont souhaité grand succès pour ma nouvelle découverte, et par le nombre de traductions en langues étrangères. Car, non seulement le livre a été traduit en douze langues européennes, puisque j'ai moi-même vu ces traductions (latin, grec, bohémien, polonais, allemand, suédois, néerlandais, anglais, français, espagnol, italien et hongrois), mais aussi en langues asiatiques — arabe, turc et persan — et même en mongol, qui est compris par toutes les Indes orientales.
Il existe 101 éditions dans les bibliothèques tchèques qui furent publiées du vivant de Comenius ; 18 autres éditions furent publiées avant la fin du XVIIe siècle. Au XVIIIe siècle, l'intérêt faiblit et il ne fut publié qu'une dizaine de fois. Dans certaines éditions, il s'appelait Janua linguarum ... aurea ; d'autres comportent le mot Porta au lieu de Janua. Un Januae linguarum reseratae vestibulum simplifié a été publié plus de 40 fois au cours de la vie de Comenius, et traduit en huit langues.